# Jean Désiré Razafinirina
Jean Désiré Razafinirina (* 5. Mai 1975 in Manombo) ist ein madagassischer römisch-katholischer Geistlicher und Bischof von Morombe.

## Leben
Jean Désiré Razafinirina studierte von 1994 bis 1997 Philosophie und von 1999 bis 2002 Katholische Theologie am Priesterseminar Saint Jean-Baptiste in Vohitsoa. Er wurde am 7. Juli 2002 in Andranovory zum Diakon geweiht und empfing am 10. August 2003 in Manombo das Sakrament der Priesterweihe für das Bistum Toliara (später Erzbistum Toliara).
Nach der Priesterweihe war Razafinirina zunächst als Lehrer am Kleinen Seminar in Toliara und als Pfarrvikar in Andranovory tätig, bevor er 2004 Pfarrvikar der Kathedrale Saint-Vincent de Paul in Toliara wurde. Von 2005 bis 2007 war er Pfarrer der Pfarrei Notre Dame de l’Assomption in Sakaraha. 2007 wurde er für weiterführende Studien nach Rom entsandt, wo er 2010 an der Päpstlichen Universität Urbaniana ein Lizenziat im Fach Kanonisches Recht erwarb. Nach der Rückkehr in seine Heimat wirkte Razafinirina als Pfarrer der Kathedrale Saint-Vincent de Paul in Toliara und gehörte dem Konsultorenkollegium des Erzbistums Toliara an. Von 2013 bis 2017 lehrte er am Priesterseminar Saint Jean-Baptiste in Vohitsoa, bevor er dessen Regens wurde.
Am 12. Februar 2024 ernannte ihn Papst Franziskus zum Bischof von Morombe. Der Bischof von Mahajanga, Zygmunt Robaszkiewicz MSF, spendete ihm am 14. April desselben Jahres vor der Kathedrale Sacré-Cœur de Jésus in Morombe die Bischofsweihe; Mitkonsekratoren waren der Erzbischof von Toliara, Gustavo Bombin Espino OSsT, und der emeritierte Erzbischof von Toliara, Fulgence Rabeony SJ.